# Supercoppa ucraina 2016 (pallavolo femminile)
La Supercoppa ucraina 2016 si è svolta il 15 ottobre 2016: al torneo hanno partecipato due squadre di club ucraine e la vittoria finale è andata per la prima volta al Chimik.

## Regolamento
Le squadre hanno disputato una gara unica.

## Squadre partecipanti
| Squadra | Qualificazione                                         | Ultima partecipazione |
| ------- | ------------------------------------------------------ | --------------------- |
| Chimik  | Vincitrice Superliha 2015-16/Coppa d'Ucraina 2015-2016 | Debutto               |
| Orbita  | Finalista Coppa d'Ucraina 2015-2016                    | Debutto               |

## Torneo
| 15 ottobre 2016 Complesso Università dell'Ucraina, Kiev Durata: 1h:01 - Spettatori: 585 | Chimik | 3 - 0 | Orbita | 25-18, 25-11, 25-7 |